# Thrash Unreal
"Thrash Unreal" is een single van de Amerikaanse punkband Against Me! Het is de tweede single van het album New Wave en de eerste single van de band die een plaats op de Alternative Songs-hitlijst behaalde.  Het werd later op 17 maart 2009 ook als een muziekdownload beschikbaar gemaakt.

## Vinyl
Op 10 juli 2007 werd de single op 7" vinyl uitgegeven als een gelimiteerde editie die gratis was bij de pre-order van het album New Wave. Het werd gedistribueerd door Interpunk, Smartpunk en No Idea Records. 
Nummers
1. "Thrash Unreal" - 4:14
2. "You Must Be Willing" - 4:25

## Cd
De cd versie van "Thrash Unreal" werd uitgegeven in oktober 2007 door Sire Records. De tweede track bevat een ander nummer dan het nummer dat op de vinyl versie staat.
Nummers
1. "Thrash Unreal" - 4:14
2. "New Wave" (akoestisch) - 3:23

## Band
- Laura Jane Grace - zang, gitaar
- James Bowman - gitaar, achtergrondzang
- Andrew Seward - basgitaar, zang
- Warren Oakes - drums, zang